# Campeonato Ecuatoriano de Fútbol 1996
El Campeonato Ecuatoriano de Fútbol 1996, conocido oficialmente como «Campeonato Nacional de Fútbol 1996», fue la 38.ª edición de la Serie A del Campeonato nacional de fútbol profesional en Ecuador. La competencia se celebró del 9 de marzo al 22 de diciembre de 1996. El torneo fue organizado por la Federación Ecuatoriana de Fútbol y contó con la participación de doce equipos de fútbol.
El torneo contó con un sistema de cuatro etapas. La primera etapa denominado Torneo Apertura se desarrolló en un sistema de todos contra todos. En la segunda etapa denominado Torneo Finalización se conformaron dos sextangulares, en donde se definieron los clasificados a las sextangulares final y del No Descenso, En la tercera etapa se jugaron los dos sextangulares, en donde los dos primeros clasificados ganaron el derecho a pelear por un cupo a la Copa Libertadores de 1997 y dos cupos a la final del torneo nacional incluso el equipo ocupado en tercer puesto accedieron a la disputa por un cupo a la Fase Nacional de la Fase Preliminar de la Copa Conmebol de 1997, más el sextangular del No Descenso para salvar la categoría, en donde los dos últimos puestos descendieron a la Serie B de 1997 incluso el equipo ocupado en primer puesto accedieron a la disputa por un cupo a la Copa Conmebol de 1997. La cuarta etapa consistió en la final del torneo, que se disputó entre los dos primeros clasificados de la liguilla final en partidos de ida y vuelta.
En esta edición del campeonato, el C. D. El Nacional se coronó campeón por undécima vez en su historia, tras superar al C. S. Emelec en una histórica final que culminó con un marcador global de 4-1 luego de ganar 2-1 en Guayaquil y 2-0 en Quito a favor del conjunto quiteño. Mientras tanto, Green Cross y Liga de Portoviejo perdieron la categoría y descendieron a la Serie B para ambos clubes que descendieron de categoría por primera, única y última vez en 35 años de historia tras 5 años y 6 temporadas consecutivas para el club verdolaga y por séptima vez tras 2 años y 3 temporadas consecutivas para el club capira respectivamente en la máxima categoría, ocupando la plaza de los ascendidos Deportivo Quevedo y Calvi,  tras dos años sin equipo cuencano y azuayo y tres años sin equipo ambateño y tungurahuense ambos pertenecientes a la Región Sierra ambos en la principal categoría del fútbol ecuatoriano, esta temporada regresan a la máxima categoría los 2 equipos de las 2 ciudades y 2 provincias de la Sierra: el Deportivo Cuenca (que descendió en la temporada 1994) y el Técnico Universitario (tras su descenso en la temporada 1993) retornaron a la división mayor, ocupando la plaza de los descendidos Delfín y 9 de Octubre y la incorporación de la ciudad de Quito la capital de la República sólo contó con 5 clubes pertenecientes a Quito que eran Liga Deportiva Universitaria, Aucas, El Nacional, Deportivo Quito y Espoli y quedó 5 equipos de la capital en la Serie A al igual que 1976, Primera Etapa de 1977, 1979, Segunda Etapa de 1980, 1981, Segunda Etapa de 1982, 1985, 1986, Segunda Etapa de 1990, Primera Etapa de 1992, 1994 y 1995 y la provincia de Pichincha sólo contó con 5 clubes pertenecientes a la provincia de Pichincha que eran Liga Deportiva Universitaria, Aucas, El Nacional, Deportivo Quito y Espoli quedó 5 equipos de dicha provincia en la misma al igual que 1976, Primera Etapa de 1977, 1979, Segunda Etapa de 1980, 1981, Segunda Etapa de 1982, 1985, 1986, Segunda Etapa de 1990, Primera Etapa de 1992, 1994 y 1995, Por su parte, la ciudad de Guayaquil sólo contó con 2 clubes pertenecientes a Guayaquil que eran Barcelona y Emelec y quedó 2 equipos de dicha ciudad en la Serie A al igual que 1957, 1972, 1974, Segunda Etapa de 1975, Segunda Etapa de 1976, 1977, Primera Etapa de 1978, 1979 y Primera Etapa de 1981 y la provincia del Guayas sólo contó con 2 clubes pertenecientes a la provincia del Guayas que eran Barcelona y Emelec y quedó 2 equipos de dicha provincia en la misma al igual que 1957, 1972, 1974, Segunda Etapa de 1975, Segunda Etapa de 1976, 1977, Primera Etapa de 1978, 1979 y Primera Etapa de 1981. A ellos se ha sumado la ciudad de Cuenca la capital azuaya sólo contó con 1 solo club perteneciente a Cuenca que era Deportivo Cuenca y quedó 1 solo equipo de la capital azuaya en la Serie A al igual que 1971, 1973, 1974, 1975, 1976, Primera Etapa de 1977, 1978, 1979, 1980, 1981, 1985, 1986, 1987, 1988, 1989, 1990, 1991, 1992, 1993 y 1994 y la provincia del Azuay sólo contó con 1 solo club perteneciente a la provincia del Azuay que era Deportivo Cuenca y quedó 1 solo equipo de dicha provincia en la misma al igual que 1971, 1973, 1974, 1975, 1976, Primera Etapa de 1977, 1978, 1979, 1980, 1981, 1985, 1986, 1987, 1988, 1989, 1990, 1991, 1992, 1993 y 1994.

## Antecedentes
Barcelona clasificó campeón nacional de fútbol por duodécima vez en 1995 y clasificó a la Copa Libertadores 1996 disputando el último partido del equipo torero en la temporada de 1995 contra Espoli el resultado fue la victoria del equipo torero sobre el equipo policial por 3 a 0 en el marcador global luego de ganar 2 a 0 disputado el 19 de diciembre de 1995 en el Estadio Monumental Isidro Romero Carbo y 1 a 0 disputado el 22 de diciembre de 1995 en el Estadio Olímpico Atahualpa.
Espoli clasificó subcampeón nacional de fútbol por primera vez en 1995 y clasificó a la Copa Libertadores 1996 disputando el último partido del equipo policial en la temporada de 1995 contra Barcelona el resultado fue la derrota del equipo policial sobre el equipo torero por 3 a 0 en el marcador global luego de perder 2 a 0 disputado el 19 de diciembre de 1995 en el Estadio Monumental Isidro Romero Carbo y 1 a 0 disputado el 22 de diciembre de 1995 en el Estadio Olímpico Atahualpa.
Green Cross ocupó en segundo lugar del Hexagonal del No Descenso del Campeonato Nacional de 1995 y tercer lugar de la Tabla general acumulada del Campeonato Nacional de 1995 disputando el último partido del equipo verdolaga en la temporada de 1995 contra Olmedo el resultado fue la victoria del equipo verdolaga sobre el equipo riobambeño por 2 a 0 disputado el 17 de diciembre de 1995 en el Estadio Jocay de Manta.
Emelec ocupó en cuarto lugar del Hexagonal final del Campeonato Nacional de 1995 y cuarto lugar de la Tabla general acumulada del Campeonato Nacional de 1995 y clasificó a la Copa Conmebol 1996 disputando el último partido del equipo millonario en la temporada de 1995 contra El Nacional el resultado fue la victoria del equipo millonario sobre el equipo militar por 2 a 1 disputado el 16 de diciembre de 1995 en el Estadio Modelo.
Liga Deportiva Universitaria ocupó en quinto lugar del Hexagonal final del Campeonato Nacional de 1995 y quinto lugar de la Tabla general acumulada del Campeonato Nacional de 1995 y clasificó a la Pre-Conmebol 1996 disputando el último partido del equipo albo en la temporada de 1995 contra Espoli el resultado fue la derrota del equipo albo sobre el equipo policial por 2 a 0 disputado el 16 de diciembre de 1995 en el Estadio Olímpico Atahualpa.
El Nacional ocupó en tercer lugar del Hexagonal final del Campeonato Nacional de 1995 y sexto lugar de la Tabla general acumulada del Campeonato Nacional de 1995 disputando el último partido del equipo militar en la temporada de 1995 contra Emelec el resultado fue la derrota del equipo militar sobre el equipo millonario por 2 a 1 disputado el 16 de diciembre de 1995 en el Estadio Modelo.
Aucas ocupó en sexto lugar del Hexagonal final del Campeonato Nacional de 1995 y séptimo lugar de la Tabla general acumulada del Campeonato Nacional de 1995 disputando el último partido del equipo oriental en la temporada de 1995 contra Barcelona el resultado fue el empate de los dos equipos 1 a 1 disputado el 16 de diciembre de 1995 en el Estadio Chillogallo.
Olmedo ocupó en primer lugar del Hexagonal del No Descenso del Campeonato Nacional de 1995 y octavo lugar de la Tabla general acumulada del Campeonato Nacional de 1995 disputando el último partido del equipo riobambeño en la temporada de 1995 contra Green Cross el resultado fue la derrota del equipo riobambeño sobre el equipo verdolaga por 2 a 0 disputado el 17 de diciembre de 1995 en el Estadio Jocay de Manta.
Liga de Portoviejo ocupó en cuarto lugar del Hexagonal del No Descenso del Campeonato Nacional de 1995 y noveno lugar de la Tabla general acumulada del Campeonato Nacional de 1995 disputando el último partido del equipo portovejense en la temporada de 1995 contra Olmedo el resultado fue la derrota del equipo portovejense sobre el equipo riobambeño por 5 a 0 disputado el 17 de diciembre de 1995 en el Estadio Olímpico de Riobamba ya que el partido Liga de Portoviejo vs. Delfín en el Clásico Manabita disputado el 17 de diciembre de 1995 en el Estadio Reales Tamarindos de Portoviejo no se jugó por ser de trámite y por los 3 puntos de penalización para estos dos equipos manabitas durante este partido fue cancelado debido al mutuo acuerdo.
Deportivo Quito ocupó en tercer lugar del Hexagonal del No Descenso del Campeonato Nacional de 1995 y décimo lugar de la Tabla general acumulada del Campeonato Nacional de 1995 disputando el último partido del equipo chulla en la temporada de 1995 contra 9 de Octubre el resultado fue la victoria del equipo chulla sobre el equipo patriota por 2 a 1 llevando el cuadro patriota al descenso a la Serie B de la temporada 1996 sin volverla a recuperar nunca más durante la despedida del cuadro patriota en la serie de privilegio disputado el 17 de diciembre de 1995 en el Estadio Jorge Andrade Cantos de Azogues.
Deportivo Cuenca había abandonado la Serie A para descender a la Serie B disputando el último partido del equipo morlaco en la temporada de 1994 contra Delfín el resultado fue la victoria del equipo morlaco sobre el equipo cetáceo por 2 a 1 y derrota del equipo morlaco sobre el equipo cetáceo por 4 a 3 en la definición por penales llevando el cuadro morlaco al descenso a la Serie B de la temporada 1995 disputado el 6 de noviembre de 1994 en el Estadio Alejandro Serrano Aguilar de Cuenca hace casi 2 años atrás, ahora retornó a la Serie A después de 2 años en reemplazo del descendido Delfín.
Técnico Universitario había abandonado la Serie A para descender a la Serie B disputando el último partido del equipo ambateño en la temporada de 1993 contra Aucas el resultado fue la derrota del equipo ambateño sobre el equipo oriental por 3 a 0 llevando el cuadro ambateño al descenso a la Serie B de la temporada 1994 disputado el 11 de septiembre de 1993 en el Estadio Bellavista de Ambato hace casi 3 años atrás, ahora retornó a la Serie A después de 3 años en reemplazo del descendido 9 de Octubre.

## Sistema de juego
En 1996 se siguió innovando la forma de encontrar al campeón ecuatoriano; se disputó en 2 etapas para clasificar, más un sextangular por el título y un sextangular por el denominado No Descenso.
El Torneo Apertura consistió en un enfrentamiento de ida y vuelta, todos contra todos, entre los 12 clubes de la Serie A. El ganador clasificó automáticamente a la final del campeonato y fue inscrito en la Copa Libertadores 1997.
El Torneo Finalización consistió en 3 cuadrangulares, cuyos primeros 2 primeros de cada llave clasificaron al sextangular final, que era su segunda fase. A la vez, los 2 peores equipos de cada llave debieron jugar en el sextangular del No Descenso. El vencedor de esta sextangular final clasificó automáticamente a la final del campeonato y disputó el título con el ganador del Torneo Apertura, en partidos de ida y vuelta; entre los 2 fueron por el título.
Simultáneamente, se disputó la sextangular para salvar la categoría. En este año los 2 últimos lugares se fueron a la Serie B.

## Relevo anual de clubes
| Pos. | de la Serie A |
| ---- | ------------- |
| 11º  | Delfín        |
| 12º  | 9 de Octubre  |

| Pos. | de la Serie B         |
| ---- | --------------------- |
| 1º   | Deportivo Cuenca      |
| 2º   | Técnico Universitario |

## Equipos participantes

### Datos de los clubes
Tomaron parte en las competición 12 equipos, entre ellos se destaca el retorno de los históricos Club Deportivo Cuenca, tras 2 años ausente de la categoría y Club Técnico Universitario, tras 3 años ausente de la categoría.
| Equipo                | Ciudad | Provincia                   | Estadio                                           | Capacidad           |
| --------------------- | --- | --------------------------- | ------------------------------------------------- | ------------------- |
| Aucas                 | Quito | Pichincha                   | Chillogallo                                       | 18.799              |
| Barcelona             | Guayaquil | Guayas                      | Monumental Isidro Romero Carbo                    | 57.267              |
| Deportivo Cuenca      | Cuenca | Azuay                       | Alejandro Serrano Aguilar                         | 20.502              |
| Deportivo Quito       | Quito | Pichincha                   | Olímpico Atahualpa Chillogallo                    | 35.258 18.799       |
| El Nacional           | Quito | Pichincha                   | Olímpico Atahualpa Chillogallo                    | 35.258 18.799       |
| Emelec                | Guayaquil | Guayas                      | George Capwell Modelo Alberto Spencer             | 21.388 48.780       |
| Espoli                | Quito | Pichincha                   | Olímpico Atahualpa Chillogallo                    | 35.258 18.799       |
| Green Cross           | [[Archivo:\|20x20px\|border\|Bandera de Manta]] Manta Calceta [[Archivo:\|20x20px\|border\|Bandera de Santo Domingo (Ecuador)]] Santo Domingo | Manabí · Manabí · Pichincha | Jocay Camilo Gallegos Domínguez Olímpico Tsáchila | 17.834 4.000 10.172 |
| Liga de Portoviejo    | Portoviejo | Manabí                      | Reales Tamarindos                                 | 15.691              |
| Liga de Quito         | Quito | Pichincha                   | Olímpico Atahualpa                                | 35.258              |
| Olmedo                | Riobamba | Chimborazo                  | Olímpico (Riobamba)                               | 14.400              |
| Técnico Universitario | Ambato | Tungurahua                  | Bellavista                                        | 16.467              |

### Equipos por provincias
| Provincia  | N.º | Equipos                                                          |
| ---------- | --- | ---------------------------------------------------------------- |
| Pichincha  | 5   | - Aucas - Deportivo Quito - El Nacional - Espoli - Liga de Quito |
| Guayas     | 2   | - Barcelona - Emelec                                             |
| Manabí     | 2   | - Green Cross - Liga de Portoviejo                               |
| Azuay      | 1   | - Deportivo Cuenca                                               |
| Chimborazo | 1   | - Olmedo                                                         |
| Tungurahua | 1   | - Técnico Universitario                                          |

| Green Cross Liga de Portoviejo Barcelona Emelec Liga de Quito Espoli El Nacional Deportivo Quito Aucas Deportivo Cuenca Olmedo Técnico Universitario |

## Torneo Apertura

### Partidos y resultados
| Fecha 1            | Fecha 1   | Fecha 1               |
| Equipo Local       | Resultado | Equipo Visitante      |
| ------------------ | --------- | --------------------- |
| Liga de Quito      | 0 - 1     | Barcelona             |
| El Nacional        | 2 - 0     | Aucas                 |
| Deportivo Cuenca   | 3 - 0     | Green Cross           |
| Olmedo             | 0 - 2     | Deportivo Quito       |
| Emelec             | 4 - 0     | Espoli                |
| Liga de Portoviejo | 0 - 2     | Técnico Universitario |

| Fecha 2               | Fecha 2   | Fecha 2            |
| Equipo Local          | Resultado | Equipo Visitante   |
| --------------------- | --------- | ------------------ |
| Barcelona             | 1 - 0     | El Nacional        |
| Espoli                | 1 - 1     | Olmedo             |
| Aucas                 | 3 - 1     | Liga de Portoviejo |
| Deportivo Quito       | 2 - 2     | Liga de Quito      |
| Green Cross           | 0 - 2     | Emelec             |
| Técnico Universitario | 1 - 1     | Deportivo Cuenca   |

| Fecha 3            | Fecha 3   | Fecha 3               |
| Equipo Local       | Resultado | Equipo Visitante      |
| ------------------ | --------- | --------------------- |
| Olmedo             | 2 - 1     | Barcelona             |
| Espoli             | 2 - 0     | Técnico Universitario |
| El Nacional        | 4 - 0     | Green Cross           |
| Deportivo Cuenca   | 0 - 0     | Deportivo Quito       |
| Emelec             | 2 - 1     | Aucas                 |
| Liga de Portoviejo | 2 - 4     | Liga de Quito         |

| Fecha 4               | Fecha 4   | Fecha 4            |
| Equipo Local          | Resultado | Equipo Visitante   |
| --------------------- | --------- | ------------------ |
| Deportivo Quito       | 1 - 2     | Emelec             |
| Green Cross           | 2 - 1     | Espoli             |
| Liga de Quito         | 0 - 1     | Deportivo Cuenca   |
| Aucas                 | 0 - 2     | Olmedo             |
| Técnico Universitario | 0 - 2     | El Nacional        |
| Barcelona             | 5 - 0     | Liga de Portoviejo |

| Fecha 5            | Fecha 5   | Fecha 5               |
| Equipo Local       | Resultado | Equipo Visitante      |
| ------------------ | --------- | --------------------- |
| El Nacional        | 1 - 0     | Liga de Quito         |
| Emelec             | 7 - 0     | Técnico Universitario |
| Olmedo             | 2 - 0     | Green Cross           |
| Liga de Portoviejo | 3 - 3     | Deportivo Quito       |
| Deportivo Cuenca   | 1 - 0     | Barcelona             |
| Aucas              | 0 - 0     | Espoli                |

| Fecha 6               | Fecha 6   | Fecha 6            |
| Equipo Local          | Resultado | Equipo Visitante   |
| --------------------- | --------- | ------------------ |
| Técnico Universitario | 0 - 2     | Liga de Quito      |
| Deportivo Quito       | 2 - 2     | El Nacional        |
| Olmedo                | 0 - 0     | Deportivo Cuenca   |
| Green Cross           | 2 - 1     | Aucas              |
| Espoli                | 3 - 0     | Liga de Portoviejo |
| Barcelona             | 1 - 0     | Emelec             |

| Fecha 7            | Fecha 7   | Fecha 7               |
| Equipo Local       | Resultado | Equipo Visitante      |
| ------------------ | --------- | --------------------- |
| Deportivo Cuenca   | 1 - 0     | Espoli                |
| Deportivo Quito    | 6 - 2     | Técnico Universitario |
| Liga de Quito      | 5 - 0     | Olmedo                |
| Liga de Portoviejo | 2 - 1     | Green Cross           |
| Emelec             | 2 - 1     | El Nacional           |
| Aucas              | 1 - 1     | Barcelona             |

| Fecha 8               | Fecha 8   | Fecha 8          |
| Equipo Local          | Resultado | Equipo Visitante |
| --------------------- | --------- | ---------------- |
| Barcelona             | 1 - 1     | Deportivo Quito  |
| Aucas                 | 1 - 1     | Liga de Quito    |
| Espoli                | 1 - 1     | El Nacional      |
| Olmedo                | 1 - 0     | Emelec           |
| Liga de Portoviejo    | 2 - 5     | Deportivo Cuenca |
| Técnico Universitario | 4 - 1     | Green Cross      |

| Fecha 9               | Fecha 9   | Fecha 9            |
| Equipo Local          | Resultado | Equipo Visitante   |
| --------------------- | --------- | ------------------ |
| Técnico Universitario | 2 - 0     | Barcelona          |
| El Nacional           | 2 - 1     | Olmedo             |
| Espoli                | 1 - 0     | Deportivo Quito    |
| Deportivo Cuenca      | 3 - 0     | Aucas              |
| Emelec                | 4 - 1     | Liga de Portoviejo |
| Green Cross           | 2 - 0     | Liga de Quito      |

| Fecha 10        | Fecha 10  | Fecha 10              |
| Equipo Local    | Resultado | Equipo Visitante      |
| --------------- | --------- | --------------------- |
| Green Cross     | 0 - 3     | Barcelona             |
| El Nacional     | 6 - 0     | Liga de Portoviejo    |
| Deportivo Quito | 2 - 1     | Aucas                 |
| Liga de Quito   | 0 - 1     | Espoli                |
| Olmedo          | 2 - 1     | Técnico Universitario |
| Emelec          | 2 - 0     | Deportivo Cuenca      |

| Fecha 11              | Fecha 11  | Fecha 11         |
| Equipo Local          | Resultado | Equipo Visitante |
| --------------------- | --------- | ---------------- |
| Barcelona             | 2 - 0     | Espoli           |
| Liga de Quito         | 4 - 3     | Emelec           |
| Deportivo Quito       | 6 - 0     | Green Cross      |
| Deportivo Cuenca      | 0 - 0     | El Nacional      |
| Liga de Portoviejo    | 3 - 0     | Olmedo           |
| Técnico Universitario | 2 - 1     | Aucas            |

| Fecha 12     | Fecha 12  | Fecha 12              |
| Equipo Local | Resultado | Equipo Visitante      |
| ------------ | --------- | --------------------- |
| Espoli       | 0 - 2     | Barcelona             |
| Emelec       | 5 - 0     | Liga de Quito         |
| Green Cross  | 0 - 1     | Deportivo Quito       |
| El Nacional  | 1 - 1     | Deportivo Cuenca      |
| Olmedo       | 1 - 0     | Liga de Portoviejo    |
| Aucas        | 1 - 1     | Técnico Universitario |

| Fecha 13              | Fecha 13  | Fecha 13         |
| Equipo Local          | Resultado | Equipo Visitante |
| --------------------- | --------- | ---------------- |
| Barcelona             | 1 - 0     | Green Cross      |
| Liga de Portoviejo    | 0 - 3     | El Nacional      |
| Aucas                 | 0 - 1     | Deportivo Quito  |
| Espoli                | 0 - 0     | Liga de Quito    |
| Técnico Universitario | 2 - 1     | Olmedo           |
| Deportivo Cuenca      | 1 - 1     | Emelec           |

| Fecha 14           | Fecha 14  | Fecha 14              |
| Equipo Local       | Resultado | Equipo Visitante      |
| ------------------ | --------- | --------------------- |
| Barcelona          | 6 - 1     | Técnico Universitario |
| Olmedo             | 1 - 2     | El Nacional           |
| Deportivo Quito    | 1 - 1     | Espoli                |
| Aucas              | 2 - 0     | Deportivo Cuenca      |
| Liga de Portoviejo | 0 - 1     | Emelec                |
| Liga de Quito      | 1 - 1     | Green Cross           |

| Fecha 15         | Fecha 15  | Fecha 15              |
| Equipo Local     | Resultado | Equipo Visitante      |
| ---------------- | --------- | --------------------- |
| Deportivo Quito  | 1 - 0     | Barcelona             |
| Liga de Quito    | 1 - 0     | Aucas                 |
| El Nacional      | 2 - 2     | Espoli                |
| Emelec           | 3 - 1     | Olmedo                |
| Deportivo Cuenca | 0 - 1     | Liga de Portoviejo    |
| Green Cross      | 0 - 0     | Técnico Universitario |

| Fecha 16              | Fecha 16  | Fecha 16           |
| Equipo Local          | Resultado | Equipo Visitante   |
| --------------------- | --------- | ------------------ |
| Espoli                | 4 - 1     | Deportivo Cuenca   |
| Técnico Universitario | 3 - 1     | Deportivo Quito    |
| Olmedo                | 3 - 1     | Liga de Quito      |
| Green Cross           | 1 - 0     | Liga de Portoviejo |
| El Nacional           | 1 - 0     | Emelec             |
| Barcelona             | 1 - 1     | Aucas              |

| Fecha 17           | Fecha 17  | Fecha 17              |
| Equipo Local       | Resultado | Equipo Visitante      |
| ------------------ | --------- | --------------------- |
| Liga de Quito      | 2 - 0     | Técnico Universitario |
| El Nacional        | 2 - 0     | Deportivo Quito       |
| Deportivo Cuenca   | 1 - 1     | Olmedo                |
| Aucas              | 1 - 0     | Green Cross           |
| Liga de Portoviejo | 0 - 0     | Espoli                |
| Emelec             | 2 - 1     | Barcelona             |

| Fecha 18              | Fecha 18  | Fecha 18           |
| Equipo Local          | Resultado | Equipo Visitante   |
| --------------------- | --------- | ------------------ |
| Liga de Quito         | 1 - 2     | El Nacional        |
| Técnico Universitario | 0 - 3     | Emelec             |
| Green Cross           | 0 - 0     | Olmedo             |
| Deportivo Quito       | 3 - 0     | Liga de Portoviejo |
| Barcelona             | 1 - 0     | Deportivo Cuenca   |
| Espoli                | 1 - 0     | Aucas              |

| Fecha 19           | Fecha 19  | Fecha 19              |
| Equipo Local       | Resultado | Equipo Visitante      |
| ------------------ | --------- | --------------------- |
| Emelec             | 1 - 1     | Deportivo Quito       |
| Espoli             | 2 - 1     | Green Cross           |
| Deportivo Cuenca   | 1 - 0     | Liga de Quito         |
| Olmedo             | 1 - 0     | Aucas                 |
| El Nacional        | 2 - 1     | Técnico Universitario |
| Liga de Portoviejo | 2 - 5     | Barcelona             |

| Fecha 20              | Fecha 20  | Fecha 20           |
| Equipo Local          | Resultado | Equipo Visitante   |
| --------------------- | --------- | ------------------ |
| Barcelona             | 1 - 0     | Olmedo             |
| Técnico Universitario | 2 - 1     | Espoli             |
| Green Cross           | 1 - 2     | El Nacional        |
| Deportivo Quito       | 1 - 2     | Deportivo Cuenca   |
| Aucas                 | 1 - 1     | Emelec             |
| Liga de Quito         | 2 - 0     | Liga de Portoviejo |

| Fecha 21           | Fecha 21  | Fecha 21              |
| Equipo Local       | Resultado | Equipo Visitante      |
| ------------------ | --------- | --------------------- |
| El Nacional        | 1 - 0     | Barcelona             |
| Olmedo             | 1 - 0     | Espoli                |
| Liga de Portoviejo | 3 - 0     | Aucas                 |
| Liga de Quito      | 2 - 2     | Deportivo Quito       |
| Emelec             | 4 - 1     | Green Cross           |
| Deportivo Cuenca   | 1 - 0     | Técnico Universitario |

| Fecha 22              | Fecha 22  | Fecha 22           |
| Equipo Local          | Resultado | Equipo Visitante   |
| --------------------- | --------- | ------------------ |
| Barcelona             | 2 - 1     | Liga de Quito      |
| Aucas                 | 0 - 1     | El Nacional        |
| Green Cross           | 3 - 0     | Deportivo Cuenca   |
| Deportivo Quito       | 3 - 1     | Olmedo             |
| Espoli                | 1 - 1     | Emelec             |
| Técnico Universitario | 1 - 1     | Liga de Portoviejo |

### Tabla de posiciones
|  |  |     | Equipo                | PJ | PG | PE | PP | GF | GC | DG  | PTS |
|  |  | --- | --------------------- | -- | -- | -- | -- | -- | -- | --- | --- |
|  |  | 1.  | El Nacional           | 22 | 15 | 5  | 2  | 42 | 16 | +26 | 50  |
|  |  | 2.  | Emelec                | 22 | 14 | 4  | 4  | 50 | 19 | +31 | 46  |
|  |  | 3.  | Barcelona             | 22 | 13 | 3  | 6  | 36 | 16 | +20 | 42  |
|  |  | 4.  | Deportivo Quito       | 22 | 9  | 8  | 5  | 39 | 26 | +13 | 35  |
|  |  | 5.  | Deportivo Cuenca      | 22 | 9  | 7  | 6  | 25 | 20 | +5  | 34  |
|  |  | 6.  | Olmedo                | 22 | 9  | 4  | 9  | 22 | 27 | -5  | 31  |
|  |  | 7.  | Espoli                | 22 | 7  | 8  | 7  | 23 | 26 | -3  | 29  |
|  |  | 8.  | Liga de Quito         | 22 | 7  | 4  | 11 | 30 | 32 | -2  | 25  |
|  |  | 9.  | Técnico Universitario | 22 | 7  | 4  | 11 | 25 | 42 | -17 | 25  |
|  |  | 10. | Green Cross           | 22 | 6  | 2  | 14 | 18 | 41 | -23 | 20  |
|  |  | 11. | Aucas                 | 22 | 3  | 6  | 13 | 16 | 29 | -13 | 15  |
|  |  | 12. | Liga de Portoviejo    | 22 | 4  | 3  | 15 | 21 | 53 | -32 | 15  |

PJ = Partidos jugados; PG = Partidos ganados; PE = Partidos empatados; PP = Partidos perdidos; GF = Goles a favor; GC = Goles en contra; DG = Diferencia de gol; PTS = Puntos
|  | Clasificó a la Final del Campeonato Nacional y a la Copa Libertadores 1997. |

## Torneo Finalización

### Partidos y resultados
| Fecha 1            | Fecha 1   | Fecha 1               |
| Equipo Local       | Resultado | Equipo Visitante      |
| ------------------ | --------- | --------------------- |
| El Nacional        | 2 - 0     | Green Cross           |
| Olmedo             | 3 - 2     | Liga de Quito         |
| Deportivo Cuenca   | 1 - 0     | Emelec                |
| Liga de Portoviejo | 1 - 0     | Espoli                |
| Barcelona          | 2 - 2     | Deportivo Quito       |
| Aucas              | 2 - 2     | Técnico Universitario |

| Fecha 2               | Fecha 2   | Fecha 2            |
| Equipo Local          | Resultado | Equipo Visitante   |
| --------------------- | --------- | ------------------ |
| Green Cross           | 1 - 2     | Olmedo             |
| El Nacional           | 2 - 0     | Liga de Quito      |
| Emelec                | 5 - 0     | Liga de Portoviejo |
| Espoli                | 1 - 1     | Deportivo Cuenca   |
| Deportivo Quito       | 0 - 1     | Aucas              |
| Técnico Universitario | 2 - 0     | Barcelona          |

| Fecha 3          | Fecha 3   | Fecha 3               |
| Equipo Local     | Resultado | Equipo Visitante      |
| ---------------- | --------- | --------------------- |
| Liga de Quito    | 3 - 1     | Green Cross           |
| Olmedo           | 1 - 0     | El Nacional           |
| Espoli           | 2 - 0     | Emelec                |
| Deportivo Cuenca | 1 - 0     | Liga de Portoviejo    |
| Deportivo Quito  | 3 - 2     | Técnico Universitario |
| Barcelona        | 4 - 3     | Aucas                 |

| Fecha 4            | Fecha 4   | Fecha 4               |
| Equipo Local       | Resultado | Equipo Visitante      |
| ------------------ | --------- | --------------------- |
| Olmedo             | 1 - 0     | Green Cross           |
| Liga de Quito      | 0 - 3     | El Nacional           |
| Deportivo Cuenca   | 0 - 0     | Espoli                |
| Liga de Portoviejo | 1 - 2     | Emelec                |
| Aucas              | 0 - 2     | Deportivo Quito       |
| Barcelona          | 2 - 0     | Técnico Universitario |

| Fecha 5               | Fecha 5   | Fecha 5          |
| Equipo Local          | Resultado | Equipo Visitante |
| --------------------- | --------- | ---------------- |
| Green Cross           | 0 - 0     | Liga de Quito    |
| El Nacional           | 2 - 1     | Olmedo           |
| Emelec                | 3 - 0     | Espoli           |
| Liga de Portoviejo    | 2 - 3     | Deportivo Cuenca |
| Técnico Universitario | 2 - 3     | Deportivo Quito  |
| Aucas                 | 0 - 0     | Barcelona        |

| Fecha 6               | Fecha 6   | Fecha 6            |
| Equipo Local          | Resultado | Equipo Visitante   |
| --------------------- | --------- | ------------------ |
| Liga de Quito         | 1 - 0     | Olmedo             |
| Green Cross           | 3 - 2     | El Nacional        |
| Emelec                | 3 - 1     | Deportivo Cuenca   |
| Espoli                | 3 - 0     | Liga de Portoviejo |
| Deportivo Quito       | 1 - 0     | Barcelona          |
| Técnico Universitario | 0 - 0     | Aucas              |

#### Tabla de posiciones
Grupo A
|  |  |    | Equipo        | PJ | PG | PE | PP | GF | GC | DG | PTS |
|  |  | -- | ------------- | -- | -- | -- | -- | -- | -- | -- | --- |
|  |  | 1. | El Nacional   | 6  | 4  | 0  | 2  | 11 | 5  | +6 | 12  |
|  |  | 2. | Olmedo        | 6  | 4  | 0  | 2  | 8  | 6  | +2 | 12  |
|  |  | 3. | Liga de Quito | 6  | 2  | 1  | 3  | 6  | 9  | -3 | 7   |
|  |  | 4. | Green Cross   | 6  | 1  | 1  | 4  | 5  | 10 | -5 | 4   |

Grupo B
|  |  |    | Equipo             | PJ | PG | PE | PP | GF | GC | DG  | PTS |
|  |  | -- | ------------------ | -- | -- | -- | -- | -- | -- | --- | --- |
|  |  | 1. | Emelec             | 6  | 4  | 0  | 2  | 13 | 5  | +8  | 12  |
|  |  | 2. | Deportivo Cuenca   | 6  | 3  | 2  | 1  | 7  | 6  | +1  | 11  |
|  |  | 3. | Espoli             | 6  | 2  | 2  | 2  | 6  | 5  | +1  | 8   |
|  |  | 4. | Liga de Portoviejo | 6  | 1  | 0  | 5  | 4  | 14 | -10 | 3   |

Grupo C
|  |  |    | Equipo                | PJ | PG | PE | PP | GF | GC | DG | PTS |
|  |  | -- | --------------------- | -- | -- | -- | -- | -- | -- | -- | --- |
|  |  | 1. | Deportivo Quito       | 6  | 4  | 1  | 1  | 11 | 7  | +4 | 13  |
|  |  | 2. | Barcelona             | 6  | 2  | 2  | 2  | 8  | 8  | 0  | 8   |
|  |  | 3. | Aucas                 | 6  | 1  | 3  | 2  | 6  | 8  | -2 | 6   |
|  |  | 4. | Técnico Universitario | 6  | 1  | 2  | 3  | 8  | 10 | -2 | 5   |

PJ = Partidos jugados; PG = Partidos ganados; PE = Partidos empatados; PP = Partidos perdidos; GF = Goles a favor; GC = Goles en contra; DG = Diferencia de gol; PTS = Puntos
|  | Clasificaron al Sextangular final.           |
|  | Clasificaron al Sextangular del No Descenso. |

##### Evolución de la clasificación
Grupo A
Grupo B
Grupo C

## Sextangulares

### Sextangular del No Descenso

#### Partidos y resultados
| Fecha 1               | Fecha 1   | Fecha 1          |
| Equipo Local          | Resultado | Equipo Visitante |
| --------------------- | --------- | ---------------- |
| Técnico Universitario | 2 - 1     | Green Cross      |
| Liga de Portoviejo    | 2 - 2     | Liga de Quito    |
| Aucas                 | 1 - 1     | Espoli           |

| Fecha 2       | Fecha 2   | Fecha 2               |
| Equipo Local  | Resultado | Equipo Visitante      |
| ------------- | --------- | --------------------- |
| Green Cross   | 1 - 1     | Liga de Portoviejo    |
| Liga de Quito | 1 - 1     | Aucas                 |
| Espoli        | 1 - 1     | Técnico Universitario |

| Fecha 3               | Fecha 3   | Fecha 3            |
| Equipo Local          | Resultado | Equipo Visitante   |
| --------------------- | --------- | ------------------ |
| Aucas                 | 3 - 0     | Liga de Portoviejo |
| Green Cross           | 1 - 2     | Espoli             |
| Técnico Universitario | 2 - 0     | Liga de Quito      |

| Fecha 4            | Fecha 4   | Fecha 4               |
| Equipo Local       | Resultado | Equipo Visitante      |
| ------------------ | --------- | --------------------- |
| Aucas              | 2 - 0     | Green Cross           |
| Liga de Quito      | 2 - 2     | Espoli                |
| Liga de Portoviejo | 2 - 0     | Técnico Universitario |

| Fecha 5               | Fecha 5   | Fecha 5            |
| Equipo Local          | Resultado | Equipo Visitante   |
| --------------------- | --------- | ------------------ |
| Espoli                | 2 - 1     | Liga de Portoviejo |
| Green Cross           | 2 - 1     | Liga de Quito      |
| Técnico Universitario | 2 - 1     | Aucas              |

| Fecha 6            | Fecha 6   | Fecha 6               |
| Equipo Local       | Resultado | Equipo Visitante      |
| ------------------ | --------- | --------------------- |
| Liga de Portoviejo | 1 - 2     | Espoli                |
| Liga de Quito      | 4 - 1     | Green Cross           |
| Aucas              | 3 - 0     | Técnico Universitario |

| Fecha 7               | Fecha 7   | Fecha 7            |
| Equipo Local          | Resultado | Equipo Visitante   |
| --------------------- | --------- | ------------------ |
| Espoli                | 0 - 0     | Liga de Quito      |
| Green Cross           | 2 - 1     | Aucas              |
| Técnico Universitario | 3 - 0     | Liga de Portoviejo |

| Fecha 8            | Fecha 8   | Fecha 8               |
| Equipo Local       | Resultado | Equipo Visitante      |
| ------------------ | --------- | --------------------- |
| Espoli             | 1 - 0     | Green Cross           |
| Liga de Quito      | 1 - 0     | Técnico Universitario |
| Liga de Portoviejo | 0 - 0     | Aucas                 |

| Fecha 9               | Fecha 9   | Fecha 9          |
| Equipo Local          | Resultado | Equipo Visitante |
| --------------------- | --------- | ---------------- |
| Aucas                 | 0 - 0     | Liga de Quito    |
| Técnico Universitario | 0 - 0     | Espoli           |
| Liga de Portoviejo    | 4 - 1     | Green Cross      |

| Fecha 10      | Fecha 10  | Fecha 10              |
| Equipo Local  | Resultado | Equipo Visitante      |
| ------------- | --------- | --------------------- |
| Aucas         | 4 - 1     | Espoli                |
| Liga de Quito | 6 - 0     | Liga de Portoviejo    |
| Green Cross   | 1 - 2     | Técnico Universitario |

#### Tabla de posiciones
|  |  |    | Equipo                | PJ | PG | PE | PP | GF | GC | DG  | PTS | PP |
|  |  | -- | --------------------- | -- | -- | -- | -- | -- | -- | --- | --- | -- |
|  |  | 1. | Técnico Universitario | 10 | 5  | 2  | 3  | 12 | 10 | +2  | 17  |    |
|  |  | 2. | Espoli                | 10 | 4  | 5  | 1  | 12 | 11 | +1  | 17  |    |
|  |  | 3. | Aucas                 | 10 | 4  | 4  | 2  | 16 | 7  | +9  | 14  | -2 |
|  |  | 4. | Liga de Quito         | 10 | 3  | 5  | 2  | 17 | 10 | +7  | 14  |    |
|  |  | 5. | Green Cross           | 10 | 2  | 1  | 7  | 10 | 20 | -10 | 7   |    |
|  |  | 6. | Liga de Portoviejo    | 10 | 2  | 3  | 5  | 11 | 20 | -9  | 6   | -3 |

PJ = Partidos jugados; PG = Partidos ganados; PE = Partidos empatados; PP = Partidos perdidos; GF = Goles a favor; GC = Goles en contra; DG = Diferencia de gol; PTS = Puntos; PP = Puntos de Penalización
|  | Clasificó a la Pre-Conmebol. |
|  | Descendieron a la Serie B.   |

### Sextangular final

#### Partidos y resultados
| Fecha 1          | Fecha 1   | Fecha 1          |
| Equipo Local     | Resultado | Equipo Visitante |
| ---------------- | --------- | ---------------- |
| El Nacional      | 3 - 1     | Emelec           |
| Barcelona        | 4 - 0     | Olmedo           |
| Deportivo Cuenca | 0 - 0     | Deportivo Quito  |

| Fecha 2         | Fecha 2   | Fecha 2          |
| Equipo Local    | Resultado | Equipo Visitante |
| --------------- | --------- | ---------------- |
| Olmedo          | 0 - 0     | El Nacional      |
| Deportivo Quito | 4 - 2     | Barcelona        |
| Emelec          | 5 - 1     | Deportivo Cuenca |

| Fecha 3          | Fecha 3   | Fecha 3          |
| Equipo Local     | Resultado | Equipo Visitante |
| ---------------- | --------- | ---------------- |
| Barcelona        | 1 - 0     | El Nacional      |
| Deportivo Quito  | 2 - 1     | Emelec           |
| Deportivo Cuenca | 1 - 1     | Olmedo           |

| Fecha 4      | Fecha 4   | Fecha 4          |
| Equipo Local | Resultado | Equipo Visitante |
| ------------ | --------- | ---------------- |
| El Nacional  | 3 - 1     | Deportivo Cuenca |
| Olmedo       | 0 - 1     | Deportivo Quito  |
| Barcelona    | 0 - 1     | Emelec           |

| Fecha 5          | Fecha 5   | Fecha 5          |
| Equipo Local     | Resultado | Equipo Visitante |
| ---------------- | --------- | ---------------- |
| El Nacional      | 2 - 0     | Deportivo Quito  |
| Emelec           | 2 - 2     | Olmedo           |
| Deportivo Cuenca | 1 - 2     | Barcelona        |

| Fecha 6         | Fecha 6   | Fecha 6          |
| Equipo Local    | Resultado | Equipo Visitante |
| --------------- | --------- | ---------------- |
| Deportivo Quito | 2 - 2     | El Nacional      |
| Olmedo          | 1 - 1     | Emelec           |
| Barcelona       | 2 - 2     | Deportivo Cuenca |

| Fecha 7          | Fecha 7   | Fecha 7          |
| Equipo Local     | Resultado | Equipo Visitante |
| ---------------- | --------- | ---------------- |
| Deportivo Cuenca | 2 - 2     | El Nacional      |
| Deportivo Quito  | 1 - 1     | Olmedo           |
| Emelec           | 3 - 0     | Barcelona        |

| Fecha 8      | Fecha 8   | Fecha 8          |
| Equipo Local | Resultado | Equipo Visitante |
| ------------ | --------- | ---------------- |
| El Nacional  | 0 - 0     | Barcelona        |
| Olmedo       | 0 - 1     | Deportivo Cuenca |
| Emelec       | 7 - 0     | Deportivo Quito  |

| Fecha 9          | Fecha 9   | Fecha 9          |
| Equipo Local     | Resultado | Equipo Visitante |
| ---------------- | --------- | ---------------- |
| El Nacional      | 4 - 1     | Olmedo           |
| Deportivo Cuenca | 1 - 0     | Emelec           |
| Barcelona        | 4 - 2     | Deportivo Quito  |

| Fecha 10        | Fecha 10  | Fecha 10         |
| Equipo Local    | Resultado | Equipo Visitante |
| --------------- | --------- | ---------------- |
| Deportivo Quito | 3 - 0     | Deportivo Cuenca |
| Olmedo          | 0 - 2     | Barcelona        |
| Emelec          | 3 - 0     | El Nacional      |

#### Tabla de posiciones
|  |  |    | Equipo           | PJ | PG | PE | PP | GF | GC | DG  | PTS | PB |
|  |  | -- | ---------------- | -- | -- | -- | -- | -- | -- | --- | --- | -- |
|  |  | 1. | Emelec           | 10 | 5  | 2  | 3  | 24 | 10 | +14 | 19  | 2  |
|  |  | 2. | El Nacional      | 10 | 4  | 4  | 2  | 16 | 11 | +5  | 19  | 3  |
|  |  | 3. | Barcelona        | 10 | 5  | 2  | 3  | 16 | 11 | +5  | 17  |    |
|  |  | 4. | Deportivo Quito  | 10 | 4  | 3  | 3  | 13 | 18 | -5  | 15  |    |
|  |  | 5. | Deportivo Cuenca | 10 | 2  | 4  | 4  | 10 | 18 | -8  | 10  |    |
|  |  | 6. | Olmedo           | 10 | 0  | 5  | 5  | 6  | 17 | -11 | 5   |    |

PJ = Partidos jugados; PG = Partidos ganados; PE = Partidos empatados; PP = Partidos perdidos; GF = Goles a favor; GC = Goles en contra; DG = Diferencia de gol; PTS = Puntos; PB = Puntos de bonificación
|  | Clasificó a la Final del Campeonato Nacional y a la Copa Libertadores 1997. |
|  | Clasificó a la Pre-Conmebol.                                                |

## Final del campeonato
La disputaron entre El Nacional y Emelec, ganando el equipo militar.
| Fecha                                                    | Ciudad    | Equipo local    | Resultado | Equipo visitante |
| -------------------------------------------------------- | --------- | --------------- | --------- | ---------------- |
| 15 de diciembre de 1996                                  | Guayaquil | Emelec          | 1 - 2     | El Nacional      |
| 22 de diciembre de 1996                                  | Quito     | El Nacional (C) | 2 - 0     | Emelec           |
| El Nacional es el campeón con el marcador global de 4-1. |           |                 |           |                  |

### Campeón
|                                                |
|                                                |
| Campeón Club Deportivo El Nacional 11.º título |

## Fase Pre-Conmebol
Se enfrentaron entre Barcelona, equipo que se ubicó 3er. lugar del Sextangular final y Técnico Universitario que fue ganador del Sextangular del No Descenso, el ganador en definitiva fue el Técnico Universitario ganó la serie por 3-0 en penales al empatar en marcador global de 1-1, pero se clasificó a la Copa Conmebol 1997 por medio de la regla del gol de visitante.
| Fecha                                                                                  | Ciudad    | Equipo local          | Resultado     | Equipo visitante      |
| -------------------------------------------------------------------------------------- | --------- | --------------------- | ------------- | --------------------- |
| 16 de julio de 1997                                                                    | Ambato    | Técnico Universitario | 1 - 0         | Barcelona             |
| 19 de julio de 1997                                                                    | Guayaquil | Barcelona             | 1 (0) - 0 (3) | Técnico Universitario |
| Técnico Universitario clasificó a la Copa Conmebol 1997 con el marcador global de 1-1. |           |                       |               |                       |

## Tabla general acumulada
|  |  |     | Equipo                 | PJ | PG | PE | PP | GF | GC | DG  | PTS | PB/PP | Resultado en la que concluyó su participación     |
|  |  | --- | ---------------------- | -- | -- | -- | -- | -- | -- | --- | --- | ----- | ------------------------------------------------- |
|  |  | 1.  | El Nacional (C)        | 40 | 25 | 9  | 6  | 73 | 33 | +40 | 84  | 3.0   | Campeón, clasificó a la Copa Libertadores 1997    |
|  |  | 2.  | Emelec (SC)            | 40 | 23 | 6  | 11 | 88 | 37 | +51 | 75  | 2.0   | Subcampeón, clasificó a la Copa Libertadores 1997 |
|  |  | 3.  | Barcelona              | 38 | 20 | 7  | 11 | 61 | 37 | +24 | 67  |       |                                                   |
|  |  | 4.  | Deportivo Quito        | 38 | 17 | 12 | 9  | 66 | 52 | +14 | 63  |       |                                                   |
|  |  | 5.  | Deportivo Cuenca       | 38 | 14 | 13 | 11 | 42 | 44 | -2  | 55  |       |                                                   |
|  |  | 6.  | Espoli                 | 38 | 13 | 15 | 10 | 41 | 42 | -1  | 54  |       |                                                   |
|  |  | 7.  | Olmedo                 | 38 | 13 | 9  | 16 | 36 | 51 | -15 | 48  |       |                                                   |
|  |  | 8.  | Técnico Universitario  | 38 | 13 | 8  | 17 | 45 | 62 | -17 | 47  |       | Clasificó a la Copa Conmebol 1997                 |
|  |  | 9.  | Liga de Quito          | 38 | 12 | 10 | 16 | 53 | 51 | +2  | 46  |       |                                                   |
|  |  | 10. | Aucas                  | 38 | 8  | 13 | 17 | 37 | 44 | -7  | 37  | -2.0  |                                                   |
|  |  | 11. | Green Cross (D)        | 38 | 10 | 4  | 24 | 34 | 67 | -33 | 34  |       | Descendieron a la Serie B                         |
|  |  | 12. | Liga de Portoviejo (D) | 38 | 6  | 6  | 26 | 32 | 88 | -56 | 24  | -3.0  | Descendieron a la Serie B                         |

PJ = Partidos jugados; PG = Partidos ganados; PE = Partidos empatados; PP = Partidos perdidos; GF = Goles a favor; GC = Goles en contra; DG = Diferencia de gol; PTS = Puntos; PB/PP = Puntos de bonificación/Puntos de Penalización

## Goleadores
| Jugador               | Equipo           | Goles |
| --------------------- | ---------------- | ----- |
| Ariel Graziani        | Emelec           | 29    |
| Carlos Alberto Juárez | Emelec           | 24    |
| Fabián Cubero         | Deportivo Quito  | 20    |
| Agustín Delgado       | El Nacional      | 19    |
| José Luis Rodríguez   | Deportivo Cuenca | 18    |
| Luis Chérrez          | Deportivo Quito  | 15    |